# تاریخ اروپا

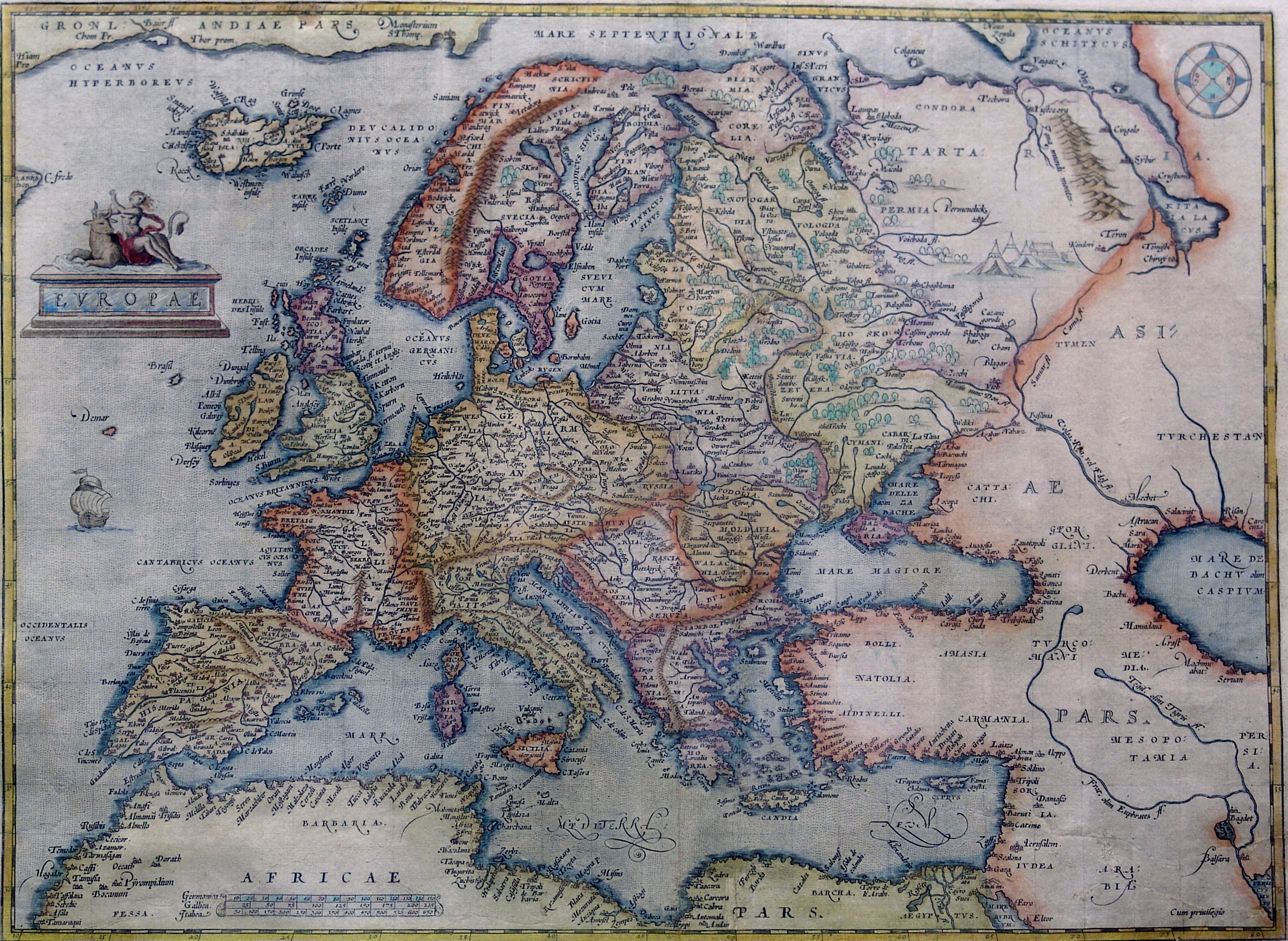
نقشه اروپا طراحی شده به دست نقشه‌کش آنتورپی، آبراهام اورتلیوس در سال ۱۵۹۵

تاریخ اروپا شامل دوره زندگی مردمان در اروپای قاره‌ای از زمان پیشاتاریخ، در حدود ۴۵٫۰۰۰ تا ۲۵٫۰۰۰ سال پیش از میلاد که انسان پا به این قاره گذاشت، تا دوران کنونی می‌باشد.

## یونانیان
یونان باستان که اصولاً همین نام را هم مدیون ایرانیان بودند، از صدها دولت - شهر مستقل تشکیل می‌شد. از سده هشتم پیش از میلاد، یونانیان آغاز به ساختن شهرهای جدید در کرانه‌های مدیترانه کردند. این نوآبادهای یونانی با امپراتوری قدرتمند هخامنشیان در تماس بودند. در نتیجه تشنج بین یونان و ایرانیان زیاد شد و سرانجام در سال ۵۰۰ پیش از میلاد، به جنگ میان اشان انجامید. در سال ۴۷۹ قبل از میلاد ارتش متحد دولت-شهرهای یونان، هخامنشیان را شکست دادند. البته این شکست‌ها دو طرفه بوده‌است. یعنی موجب ضعف هر دو امپراتوری بود. 
آکروپولیس باقیمانده‌های اکروپولیس، آتن امروزی را در بر می‌گیرد.
آتن ثروتمندترین و بزرگ‌ترین ناحیه شهری یونان بود. شهروندان این شهر از یک دموکراسی ابتدایی (دولت مردمی) برخوردار بودند.
تا پیش از سده پنجم پیش از میلاد، ناحیه شهری اسپارت بیشتر نواحی جنوب یونان را تحت کنترل داشت. این ناحیه را منطقه «پلویونی» می‌نامند. زندگی اسپارتی‌ها در جنگ می‌گذشت. همه شهروندان مذکر و بالغ، اعضاء تمام وقت ارتش محسوب می‌شدند. زن‌ها آموزش‌های فیزیکی می‌دیدند تا بتوانند بچه‌های قوی و نیرومند به دنیا بیاورند. هنگامی که شهروندان اسپارتی مشغول پرداختن به امور جنگی بودند، غلامان (بردگان) روی زمین کشاورزی می‌کردند.
نخستین مسابقات المپیک، در شهر المپیا، در جنوب یونان برگزار می‌گردد.

## رومیان
امپراتوری روم،توسط نخستین امپراتور روم، آگوستوس در سال ۲۷ پیش از میلاد آغاز شد. این حکومت شاهد آغاز پکس رومانا، یا دوران ثبات سیاسی و شکوه و جلال فراوان بود که نزدیک به ۲۰۰ سال ادامه داشت. در طول این دوره، امپراتور روم به مدیترانه و بخش اعظم اروپای غربی حکومت می‌کرد. امپراتوری به شکل کاملی سازماندهی شده بود و به خوبی اداره و کنترل می‌شد. یک شبکه از راه‌ها سرزمین‌های امپراتوری را به پایتخت، رم، متصل می‌کرد. لژیون آموزش دیده روم از تمام نقاط بحرانی در طول مرزهایش دفاع می‌کرد. شهروندان رومی از یک قانون مشترک، فرهنگ مشترک و زبان مشترک، لاتین، بهره‌مند بودند.این دوران در اواخر سده دوم میلادی با تهاجم گسترده اقوام ژرمن و ورود بیماری طاعون به همراه سپاه امپراتور مارکوس آورلیوس و بی‌کفایتی امپراتوران بعد ازمارکوس آورلیوس- ازقبیل پسرش کمودوس- امپراتوری شروع به انحطاط کرد. امپراتوری پس از قریب یک قرن هرج و مرج سرانجام توسط دیوکلتیانوس احیا شد، اگرچه روم جدید هیچگاه از لحاظ سیستمی و مشی حکومت با روم قبل از هرج و مرج یکسان نبود. چرا که استبداد دربار روم در این دوره بیشتر و حقوق شهروندی کمتر شد. روم نیز به دو ناحیه شرقی و غربی تقسیم شد؛ اگرچه برخی اوقات توسط امپراتورانی چون کنستانتین یکپارچه گشت.
تا سال ۴۵۰ میلادی رومیان باستان، انگلستان را ترک کرده بودند و به جای آن‌ها تعداد زیادی از مردم شمال اروپا در آنجا اقامت داشتند. اقوامی که در آنجا سکونت داشتند متعلق به چهار قبیله، آنگل‌ها، یوت‌ها، فرزین‌ها و ساکسون‌ها بودند. این ساکنان، «آنگلوساکسون» نامیده شدند. قبرهای منطقهساتن هو با یادداشت‌های راهبانی مثل عالیجناب «بید»، اطلاعات مربوط به تاریخ آن‌ها را بیان می‌کند. قرن‌ها بعد، شاهان آنگلوساکسون مانند آلفرد کبیر با مهاجمان وایکینگ جنگیدند.
در دنیای رومی‌ها خیلی مهم بود که افراد سیویس (شهروند رومی) (لاتین: civitas) باشند. ابتدا، مقام شهروند فقط به افرادی که دردرون شهرها زندگی می‌کردند، داده شد. در سال ۸۹ قبل از میلاد، مقام شهروند به تمام ایتالیایی‌ها اعطا شد. تا پیش از ۲۱۲ بعد از میلاد، مقام شهروند رومی به همه مردان آزاد که در محدوده امپراتوری روم زندگی می‌کردند، اعطا شد. مقام شهروندی به بردگان و زن‌ها داده نمی‌شد.

## اروپای سده‌های میانه
در سده پنجم میلادی، امپراتوری روم غربی بر اثر دور ماندن از ثروت‌های کلان شرق، هجوم مکرر بربرها، رسوخ بربرها در بافت اداری و نظامی روم و بی‌کفایتی امپراتوران، آهسته آهسته رو به زوال رفت. امروزه مبدأ تاریخ سده‌های میانی را آغاز حکمرانی یک غیر رومی بر شهر رم می‌دانیم که به سال ۴۷۶ میلادی با فرمانروایی اودوآکر بر شهر رم این دوران آغاز شد.
تا قرن ۱۳ میلادی، قلعه‌های متعلق به شوالیه‌ها بیش ازهر چیز دیگری در پهنه اروپا خود نمایی می‌کرد. شوالیه‌ها از زندگی مرفهی برخوردار بودند که با زندگی دهقانانی که روی زمین‌های آنان کار می‌کردند، تفاوت زیادی داشت. شهرهایی در اطراف قلعه‌ها پدید آمدند و توسعه یافتند. بازرگانان برای تجارت از راه‌های سخت‌گذر سفر می‌کردند. زائران سفرهای طولانی را برای زیارت اماکن مقدس انجام می‌دادند. زندگی سخت بود، جنگ، قحطی و طاعون همواره جان مردم را تهدید می‌کرد.
در اواخر سده پانزدهم میلادی، آخرین بخش از قلمرو مسلمانان اسپانیایی، گرانادا یا همان قرناطه در اندلس، به حکمرانان مسیحی آن دیار، فردیناند فرمانروای آراگون و ایزابلا فرمانروای کاستیل، تسلیم شد. در همان سال، با حمایت مالی فردیناند و ایزابلا، کریستف کلمب از اقیانوس اطلس می‌گذرد و به جزایر هند غربی (در نزدیکی سواحل آمریکا) می‌رسد.
در اروپای سده‌های میانه، کاری که مردم انجام می‌دادند، غذایی که می‌خوردند، لباسی که می‌پوشیدند و محلی که در آن زندگی می‌کردند، همگی بستگی به جایگاه اجتماعی‌شان داشت.
حدوداً از تاریخ ۸۰۰ تا ۱۰۵۰ میلادی به مدت سه قرن، جنگجویان وایکینگ با کشتی های دراز و براق خود، اروپا را به وحشت می‌انداختند. آنان از اسکاندیناوی برای جستجوی نقره، بردگان و زمین به دریا رفتند. بعضی‌ها به بریتانیا و فرانسه حمله می‌کردند، در حالی که دیگران روسیه و رودخانه‌های دوردست آسیا را مورد تاخت و تاز و یورش قرار می‌دادند. واکینگ‌ها کاشفان دلیر و شجاعی بودند. آن‌ها با شجاعت از میان امواج خروشان اقیانوس اطلس عبور کرده، ایسلند و گروئنلند را کشف کردند و ۵ قرن قبل از کریستف کلمب به شمال آمریکا نیز قدم گذاشتند.

## اروپای فئودالی
نظام فئودالی در واقع پاسخی بود در برابر فروپاشی امپراتوری روم غربی و سیستم‌های اداری اش که از دل رسومات ژرمنی سر برآورد. این نظام وقتی رشد کرد که فقر زیاد باعث شد که بسیاری از دهقانان نتوانند از پس مالیات سنگین برآیند و حاضر به سپردن زمین خود به یک ارباب قدرتمند می‌شدند. پس از فروپاشی روم غربی این نظام در رده‌هایی بالاتر بسط بافت و نوعی نظام تیول-وفاداری ایجاد شد که شوالیه‌ها یا جنگجویان یا افراد ثروتمندی واسال (خدمتگزار) مردی زمیندار یا ثروتمندتر می‌شدند که در کنار وفاداری به او، سالانه ۴۰ روز به ارباب خود خدمت می‌کردند. این سلسله مراتب در بالا به شاه یا دوک یا مردی بسیار صاحب نفوذ می‌رسید و در پایین به سرف‌ها یا دهقانان وابسته به زمین می‌رسید. البته زنجیر ایتن تعهدات همیشه به این منظمی نبوده و گاهی گسلهایی در آن دیده می‌شده.
از حدود سال ۸۰۰ تا ۱۳۰۰ میلادی، بیشتر مناطق اروپای غربی توسط سیستم فئودالی سازماندهی شده بود. پادشاه مالک همه زمین بود که به مناطقی به نام ملک اربابی تقسیم می‌شد و ارباب هر ملک، خراجگزار پادشاه محسوب می‌شد. او سوگند وفاداری یاد می‌کرد و متعهد می‌شد که برای حفاظت از اموال پادشاه، سربازانی (مردان جنگی) استخدام نماید. رعیت‌ها در روستاها زندگی می‌کردند. آن‌ها سهمی از محصولات خود را به املاک شاه (خراجگزار شاه) می‌دادند.
پاپ یکی از قدرتمندترین حاکمان اروپایی فئودالی محسوب می‌شد. او رئیس کلیسای کاتولیک رومی بود که مقدار زیادی زمین، تحت مالکیت خود داشت. پاپ از همه پادشاهان انتظار داشت که از او اطاعت کنند. اما هنگامی که قدرت پادشاهان و امپراتورها زیادتر شد، سعی کردند که با کلیسا مبارزه کنند.

## جنگ صدساله میان انگلستان و فرانسه
در سال ۱۳۳۷ میلادی، ادوارد سوم، پادشاه انگلستان به فیلیپ ششم پادشاه فرانسه، اعلام جنگ کرد. ادوارد معتقد بود که مالک حکومت فرانسه می‌باشد. محاصره‌های زیادی بوقوع پیوست و جنگ‌هایی بزرگ رخ داد. البته در این درگیری‌های ۱۱۶ ساله، دوران طولانی صلح وجود داشت. ابتدا، انگلیسی‌ها در جنگ‌های کرسی، پواتیه و آزینکورت پیروز شدند. سرانجام فرانسوی‌ها که از سخنان ژاندارک به هیجان آمده بودند؛ مهاجمان انگلیسی را در سال ۱۴۵۳ م عقب راندند.
در ابتدا انگلیسی‌ها پیروزی‌های فراوانی به دست آورند. در سال ۱۳۴۶، آن‌ها پیروزی مهمی در نبرد کرسی، در شمال فرانسه، به دست آوردند. کمانداران انگلیسی با استفاده از کمان‌های بلند، سواره نظام فرانسه را نابود کردند. انگلیسی‌ها در سال ۱۳۵۵ حمله جدیدی را به رهبری وارث ادوارد سوم، ادوارد شاهزاده سیاه (۷۶–۱۳۳۶م)، آغازیدند. ادوارد فرمانده بی رحم نظامی، به دلیل آن که زره سیاه به تن می‌کرد به شاهزاده سیاه آوازه یافت. در سال ۱۳۵۶م در نبرد پواتیه، در مرکز فرانسه، شاهزاده سیاه پیروزی بزرگی به دست آورد. پادشاه فرانسه، ژان دوم (۶۴–۱۳۱۹م)، در این جنگ اسیر شد و ادوارد برای آزادیش درخواست ۴ میلیون سکه طلا از فرانسه شد.
در طول سال‌هایی که فرانسه مشغول عقب راندن مهاجمان انگلیسی بود، جنگ به صورت پیوسته ادامه داشت. در سال ۱۴۵۳م، فقط بندر کاله، در شمال فرانسه، در دست انگلیسی‌ها باقی‌مانده بود. بدین سان، جنگ صدساله به پایان رسید. با این همه، تا سال ۱۸۰۱م پادشاهان انگلستان همچنان خود را پادشاه انگلستان و فرانسه می‌خواندند.
در سال ۱۰۹۵ م پاپ اوربان دوم دوم همه مسیحیان اروپایی را مجبور کرد تا علیه مسلمانان قیام کنند و شهر اورشلیم یا بیت المقدس واقع در فلسطین را باز پس گیرند. در همان سال، سپاه بزرگی مهیا و رهسپار نخستین جنگ صلیبی گردید. تعداد زیادی از جنگجویان صلیبی در طول سفر خطرناک از اروپا تا خاورمیانه جان خود را از دست دادند. آن‌ها که زنده ماندند در سال ۱۰۹۹ م بیت المقدس را تسخیر کردند. در بین سال‌های ۱۰۹۹ تا ۱۲۵۰ م، شش جنگ صلیبی دیگر رخ داد ولی در هیچ‌یک از آن‌ها صلیبیان موفقیتی به دست نیاورند.

## رنسانس
دانش و هنر پیشرفت‌های عظیمی در ایتالیای قرن پانزدهم و شانزدهم به وجود آوردند. این احیای فرهنگی به رنسانس (یعنی «نوزایی») مشهور شده‌است. دانشمندان، شعرا و فیلسوفانی ظهور کردند که با الهام از میراث اصیل رم و یونان با دیدگانی تازه‌تر به جهان می‌نگریستند. نقاش‌ها به مطالعه آناتومی (علم تشریح) پرداختند و اعضای بدن انسان را به شیوه واقع‌گرایانه‌ای نقاشی می‌کردند. فرمانروایان ساختمان‌ها و کارهای بزرگ هنری را سفارش دادند. این عقاید تازه بزودی در سراسر اروپا گسترش یافت.
مطلوب «انسان عصر رنسانس» شخص درخشان و همه فن حریفی بود که در موضوعات فراوانی کارآزموده باشد. لئوناردو دا وینچی و میکل آنژ مشهورترین آنان می‌باشند. دستاوردهایشان احترام آنان در جامعه را افزایش داد.

## اروپا در قرن ۱۶ و ۱۷

درس کالبدشناسی

در طول قرون ۱۶و ۱۷ میلادی مردم عقاید سنتی را زیر سؤال بردند. دانشمندانی همچون گالیله و روش‌های جدید را توسعه داده و بر مبنای مشاهدات و تجارب خود به کشفیات فراوانی، دست یافتند. در بسیاری از شاخه‌های دانش از جمله فیزیک، کالبدشناسی، نجوم، و ریاضیات پیشرفت‌های بزرگی حاصل گردید.
جان بانیستر، استاد کالبد
شناسی مشهور انگلیسی، از جسد تشریح شده‌ای
برای نشان دادن چگونگی عمل بدن انسان استفاده می‌کند.
نیکلاس کوپرنیک ستاره‌شناس لهستانی، کتاب «گردش افلاک آسمانی» را منتشر می‌کند، او در این کتاب عقاید جدید خود را مبنی بر گردش سیارات به دور خورشید، بر خلاف نظریه گردش سیارات به دور زمین، مطرح می‌کند.
در قرن هفدهم دانشمندان متوجه این مسئله شدند که زمین و سیارات به دور خورشید حرکت می‌کنند. مدل‌های مکانیکی منظومه شمسی برای نشان دادن این موضوع ساخته می‌شدند. این دستگاه‌های جهان‌نما به نام «ارری» مشهور شدند، زیرا اولین بار برای «ارل ارری» ساخته شد.
در چهاردهم ژوئیه ۱۷۸۹ میلادی، جماعتی از گرسنگان به زندان «باستیل» در پاریس، حمله کردند. فقرای پاریس که سان کولوت نامیده می‌شدند، از سیاست‌های لویی شانزدهم، پادشاه فرانسه، به خشم آمده بودند. لویی که با بحران مالی شدیدی دست به گریبان بود، از مجلس طبقات عمومی در خواست کرد تا مالیات‌ها را افزایش دهد. این امر، موجب بروز انقلاب فرانسه گردید و به مدت ۱۰ سال این کشور دچار هرج و مرج شد. لویی شانزدهم در سال ۱۷۹۲ اعدام شد و سرانجام، در سال ۱۷۹۹، هنگامی که ژنرال ناپلئون بنا پارت به قدرت رسید، انقلاب پایان پذیرفت.

## انقلاب فرانسه
همه برای یکی

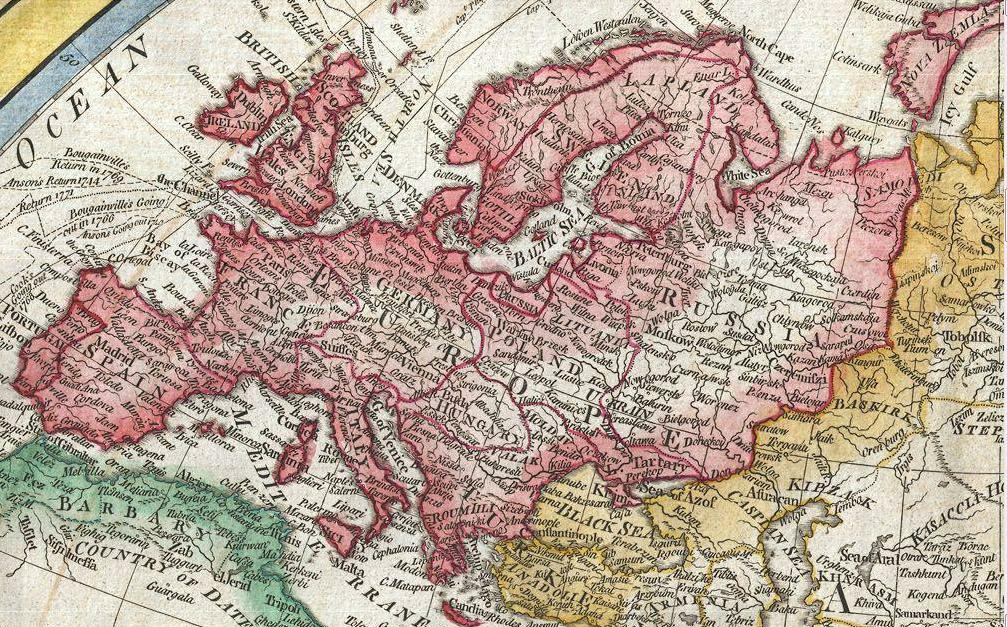
نقشه اروپا در نقشه ساموئل دان

یک شعار باقی‌مانده از انقلاب فرانسه:
جمهوری هرگز
تجزیه نخواهد شد و خواستار
«آزادی، تساوی، برادری
یا مرگ است.»
در ۱۷۹۱، در سال پس از انقلاب فرانسه، حکومت دستگاه جدیدی را برای اعدام در ملاء عام به خدمت گرفت. این دستگاه که گیوتین نامیده می‌شود برای قطع سرانسان با سرعت و بدون درد، طراحی شده بود. اما بزودی تبدیل به سمبول خوفناک دوره وحشت گردید.
تغییرات بزرگی که در قرن هجدهم در انگلستان رخ داد به نام انقلاب صنعتی شناخته می‌شود. اختراعات جدیدی مثل ماشین بخار کالاها را سریعتر و ارزانتر از قبل تولید می‌کرد. در قرن نوزدهم گسترش صنعت به بقیه اروپا و سرزمین آمریکا رسید. راه‌آهن سرعت مسافرت را زیاد کرد. مردم زیادی در کارخانه‌ها کار و در شهرها زندگی می‌کردند.
قرن نوزدهم
به دنبال وقوع انقلاب فرانسه موجی عظیم از انقلاب‌ها اروپا را درهم نوردید.
قدرتهای بزرگ زمان بارها تلاش کردند تا از وقوع این انقلاب‌ها جلوگیری کنند و سعی در مصادره انقلاب‌ها کردند ولی سرانجام اراده مردم این کشورها گریبانگیر همان قدرت‌ها نیز شد.
از جمله می‌توان به بارها انقلاب در فرانسه برای بازگرداندن انقلاب و جمهوری و همچنین وقوع انقلاب در اتریش و ایتالیا اشاره کرد.

## عصر ناپلئونو تغییرات اواخر قرن ۱۹
ناپلئون بناپارت که یک افسر انقلاب فرانسه بود در طی یک رشته اتفاقات در فرانسه به قدرت رسید و بنابر تلاش‌هایی که دولتهای دیگر برای جلوگیری از روند انقلاب‌های منطقه می‌کوشیدند به درگیری نظامی با وی پرداختند که سرانجام با پیروزی ناپلئون مواجه شد.
در اواخر سال‌های فرمانروایی وی روسیه از دستور فرانسه مبنی بر محاصره اقتصادی انگلستان سر باز زد و همین امر باعث شد تا ناپلئون با هفتصد هزار نفر که بیشتر آنان غیر فرانسوی بودند به روسیه لشکر کشیده و مسکو را تصرف نماید ولی پس از مدتی به دلیل مشکلات در روسیه و سرمای شدید به فرانسه بازگردد
پس از بازگشت وی به فرانسه دول اروپایی متحد شده و اقتدار ناپلئون را درهم شکستند.
در اواخر قرن ۱۹ که بیسمارک به صدارت اعظم دولت پروس رسید طرح اتحاد آلمان را ریخت بدین منظور او با دانمارک، اتریش و سرانجام فرانسه درگیر شد و در نتیجه با شکست فرانسه از آلمان در سال ۱۸۷۱ اتحاد آلمان کامل شده و آلمانی‌ها اعلامیه اتحاد خود را در کاخ ورسای خوانده و فرانسه به مدت ۴ سال در اشغال آلمان باقی ماند.
در اواخر قرن نوزدهم فرانسه درگیر یک جنگ داخلی ویرانگر و وحشتناک شد که تلفات فراوانی داشت.
با وقوع این اتفاق ایتالیا نیز با وقوع انقلابی متحد شد و تغییرات ارضی کلی ای نیز در منطقه بالکان روی داد که نارضایتی از شکل این تغییرات زمینه ساز وقوع جنگ جهانی اول گردید.

## جنگ جهانی اول
در ماه اوت ۱۹۱۴ م جنگ عظیمی در اروپا بین آلمان، رهبر دول محور، و نیروهای متفقین به رهبری فرانسه و بریتانیا درگرفت. هیچ‌یک از دو طرف نتوانستند به پیروزی کامل دست یابند و جنگ تا چهار سال بطول انجامید. پیش از پیروزی متفقین در نوامبر ۱۹۱۸ حدود ۱۰ میلیون نفر کشته شدند.
وقتیکه در ماه اوت ۱۹۱۴ جنگ اعلام شد، میلیون‌ها تن از مردم شادمان در خیابان‌های شهرهای مهم اروپا شروع به رقص و پایکوبی نمودند. مردم تصمیم حاکمان خود برای رفتن به جنگ مورد حمایت قرار دادند. مردان جوان داوطلب برای جنگیدن، هجوم می‌آورند. با این وجود، صحنه‌های دهشت انگیز جنگ جهانی اول، نگرش مردم به جنگ را تغییر داد. یک نسل کامل از مردان جوان به خاک و خون کشیده شدند.
جنگ جهانی اول، چهار امپراتوری را نابود ساخت، امپراتوری آلمان تاج و تخت را از دست داد و دولت جمهوری جایگزین آن شد. امپراتوری‌های شکست خورده اتریش - مجارستان و عثمانی هر دو از هم گسیختند و امپراتوری روسیه نیز بدست انقلابی‌های بلشویک افتاد.

## اروپا در میان دو جنگ
در دهه‌های ۱۹۲۰ و ۱۹۳۰ م بسیاری از کشورهای اروپایی از دموکراسی دست کشیدند. حزب نازی هیتلر در آلمان به قدرت می‌رسد و فاشیستهای موسولینی بر ایتالیا حکومت می‌کنند.
همچنین تغییرات سیاسی کلی ای در کشورهای عمده از قبیل روسیه و آمریکا و اسپانیا به وجود می‌آید.
پیمان ورسای که در نتیجه جنگ جهانی اول و بازی‌های سیاسی متفقین به وجود آمده بود اراضی زیادی را از آلمان جدا کرده بود و امتیازات بسیاری را نیز از این کشور سلب کرده بود به همین دلیل اهالی این کشور به نوعی سرخوردگی دچار شده بودند و آینده روشن خود را در قدرت طلبی و زور گویی می‌دیدند چرا که زیر سایه زور و ستم متفقین حقوق خود را از دست داده بودند البته نفوذ کمونیسم نیز بر این امر دامن می‌زد.
دول غربی که از نفوذ کمونیسم در هراس بودند سعی کردند بر این احساس آلمانی‌ها بیفزایند و از آن علیه کمونیسم استفاده نمایند ولی با ظهور نازیسم تمامی معادلات به هم ریخت.

## تاریخ اروپا
- اروپای باستان
- اروپای دوران قدیم
- اروپا در عصر ادیان بزرگ
- عصر فاتحان در اروپا
- عصر کاشفان در اروپا
- توسعه و تجارت در اروپا
- عصر انقلاب اروپا
- امپراتوری‌های اروپا
- اروپا در گیر و دار جنگ جهانی
- اروپای معاصر